# Luxemburg Combo
Luxemburg Combo – polski zespół rock and rollowy, powstały jesienią 1961 roku w Częstochowie i istniejący z krótką przerwą w sierpniu 1963 roku do końca tego samego roku. We wczesnych latach 60. XX wieku – obok Czerwono-Czarnych, prekursor w lansowaniu młodzieżowych rytmów zasłyszanych w Radiu Luxembourg.

## Historia
Pierwszy skład grupy tworzyli: Maciej Cichoń (gitara, Zbigniew Engel (lider i założyciel; saksofon tenorowy; zmarł 7 maja 2013 roku w Częstochowie w wieku 70 lat i został pochowany na tamtejszym cmentarzu Kule, kwatera 97-4-5), Tomasz Smuga (fortepian), Marek Pudło (kontrabas), Zdzisław Kucharzewski (perkusja). Luxemburg Combo w repertuarze miało m.in. utwory Duane’a Eddy’ego, The Shadows, The Ventures, a także instrumentalne wersje piosenek  w wyk. Billa Haleya (Come Rock With Me), The Marcels (Blue Moon), czy Cateriny Valente, której Popokatepetel Twist stał się sygnałem muzycznym zespołu. Do lata 1962 roku zespół związany był z Międzyspółdzielnianym Klubem Oświatowym „Emko”. Zadebiutował wiosną 1962 roku na zorganizowanym przez Gazetę Częstochowską I Wiosennym Przeglądzie Melodii i Piosenki, zajmując I miejsce. W maju tego samego roku grupa Luxemburg Combo dokonała pierwszych nagrań w studiu PR Katowice, następnie wyruszyła w składzie poszerzona o duet, który tworzyli Witold Kaus i Wiesław Kuźniar oraz solistów: Krystyną Kiczyńską i Leszkiem Bajką na I Festiwal Młodych Talentów w Szczecinie, gdzie trzymała II nagrodę. W efekcie pojawiła się propozycja przejścia (bez solistów) pod opiekę Estrady Szczecińskiej. We wrześniu 1962 roku w skład zespołu weszli: Anna Cewe (śpiew), Sława Mikołajczyk (śpiew; występowała tylko przez miesiąc), Janusz Godlewski (śpiew), Toni Keczer (śpiew), Zbigniew Podgajny (kierownik muzyczny; pianino) i Adam Bylica (gitara hawajska). W październiku tego samego roku dołączył Jerzy Malota (śpiew), zaś w listopadzie Józef Ledecki (eks-Zespół Pieśni i Tańca „Śląsk”; śpiew). Rozpoczynając trasę koncertową całym kraju, formacja włączyło się do akcji Szukamy młodych talentów, prowadzonej przez redakcje tygodnika Dookoła Świata i Sztandaru Młodych oraz Estradę Szczecińską i Czerwono-Czarnych. W styczniu 1963 roku zespół dokonał pierwszych nagrań płytowych, a w kwietniu radiowych. Wiosną, po odejściu M. Pudło, gitarzystą basowym został T. Keczer. Luxemburg Combo w składzie wzmocnionym o z saksofonistę Adamem Ruszałę wystąpiło na I KFPP w Opolu, zdobywając nagrodę zespołową i wyróżnienie dla piosenki Colt. Następnie grupa występowała w nadmorskich Non Stopach na Wybrzeżu. W sierpniu 1963 roku z zespołem rozstał się Z. Podgajny, przechodząc do Niebiesko-Czarnych, co przyczyniło się do jego rozpadu. Toni Keczer, Jerzy Malota i Marek Cichoń na krótko zasilili szczecińskie Temperamenty, zaś pozostali członkowie Luxemburg Combo weszli w skład: Czerwono-Czarnych, Tajfunów i Daltonistów. Zespół reaktywował się na kilka miesięcy pod koniec 1963 roku, i występował już tylko w Czestochowie. W składzie grupy wchodzili wówczas: Jerzy Malota (śpiew), Marek Cichoń (gitara), Jan Sołtysik (pianino), Zbigniew Engel (saksofon tenorowy), Henryk Klar (kontrabas) i Zdzisław Kucharzewski (perkusja). Po pewnym czasie doszło do reorganizacji i w wyniku zmiany części składu Luxemburg Combo, w skład grupy wchodzili: Stanisław Potrawka (śpiew), Marek Adamski (gitara) i Zbigniew Kensoń (kontrabas).

## Dyskografia

### Single i Czwórki
- Rio Bravo (EP Muza N-0239, 01.1963)
- My Rifle, My Pony And Me / Colt / Rudy Frank / Blue Moon Of Kentucky – śpiewa Toni Keczer

- Bez tytułu (EP Muza N-0240, 01.1963)
- Twenty O’Clock Rock [Twenty Flight Rock] / Such A Night / Forty Days / Good Luck Charm – śpiewa Janusz Godlewski

- Zielona pola (EP Muza N-0241, 01.1963)
- Zielone pola / Secret Love / Kiss Me Quick / Szedł Atanazy do Anny – śpiewają: Józef Ledecki (1-2) i Janusz Godlewski (3-4)

- My Rifle, My Pony And Me / Blue Moon Of Kentucky (SP Muza SP-101, 01.1963)
- My Rifle, My Pony And Me / Blue Moon Of Kentucky – śpiewa Toni Keczer

### Kompilacje
- Gwiazdy polskiego big beatu: Luxemburg Combo / Big Beat Sextet (CD Muza PNCD 1471, 2014) – zbiór nagrań radiowych zespołu, dzielony z Big Beat Sextetem[2]
- Kolor i rytm. Opole 1963 (CD, Gad Records GAD CD 305) – występy zespołów Luxemburg Combo i Czerwono-Czarni[5]